# Gora pri Pečah
Gora pri Pečah is een plaats in Slovenië en maakt deel uit van de gemeente Moravče in de NUTS-3-regio Osrednjeslovenska. De plaats telde 163 inwoners op 1 januari 2020.